# Aleuas (rei de Fítia)
Aleuas ou Alevas (em grego: Ἀλεύας), na mitologia grega, foi um rei de Fítia, na Tessália. Ele era filho de Pirro, filho de Aquiles, filho de Peleu, e sucedeu seu bisavô como rei. Os alévadas, importante família de Lárissa no período histórico, se diziam descendentes deste heroi.

## Família
Peleu foi o pai de Aquiles, e este o pai de Pirro, também chamado de Neoptólemo. A mãe de Aquiles era a nereida Tétis, e a mãe de Neoptólemo era Deidamia, filha de Licomedes, rei de Esquiro.
Neoptólemo teve várias esposas e concubinas. Uma de suas esposas foi Lanassa, filha de Cleódeo, filho de Hilo, filho de Héracles.
Neoptólemo e Larissa tiveram oito filhos e filhas, dentre os quais Pirro, e, segundo interpretação de Reinier Reineccius, Aleuas, Ethnestus e cinco filhas. Reineccius supõe que Pirro, filho de Neoptólemo, tenha morrido na infância, pois o texto de Plutarco apenas cita sua existência. Algumas filhas de Neoptólemo foram dadas em casamento aos príncipes dos reinos vizinhos, e ele aumentou seu poder com estas alianças.

## Rei de Fítia
Aleuas foi criado na Fítia por seu bisavô Peleu, o rei, e foi seu sucessor. Segundo Hegemon da Dardânia, citado por Cláudio Eliano, um dragão se apaixonou por Aleuas, por causa de seu cabelo amarelo-dourado, beijou seu cabelo, lambeu sua face e trouxe-lhe presentes.

## Descendentes
Seus descendentes são chamados de alévadas, uma influente família de Lárissa, na Tessália, durante o período histórico.